# Prschewalski-Museum
Das Prschewalski-Museum befindet sich zwölf Kilometer nördlich der kirgisischen Stadt Karakol und ist dem russischen Forschungsreisenden Nikolai Michailowitsch Prschewalski gewidmet.

## Lage

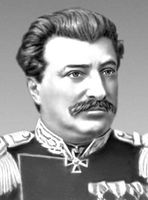
Der russische Forschungsreisende Nikolai Michailowitsch Prschewalski (* 1839, † 1888)

Das Museum befindet sich nördlich von Karakol, der viertgrößten Stadt Kirgisistans, in dem Ort Pristan-Prschewalsk. In unmittelbarer Nähe des Museums befindet sich ein östlicher Ausläufer des kirgisischen Bergsees Yssyk-Köl. wo der Fluss Karakol in den See mündet.

### Gelände
Das Gelände des heutigen Museums war einst im Besitz von Nikolai Prschewalski, der dort am Ufer des Yssyk-Köl ein Haus besaß. Heute befindet sich auf dem Gelände eine gepflegte Parkanlage, die Grabstätte des berühmten Forschungsreisenden, ein Denkmal für Prschewalski und das Prschewalski-Museum. Der Ort wurde als Grabstätte für Prschewalski gewählt, da dieser zu Lebzeiten von der Schönheit der Landschaft in dieser Region geschwärmt hatte. Das Museum befindet sich in einem kleinen, einstöckigen, neoklassizistischen Gebäude mit einem von Säulen gestützten Eingangsbereich und einer Adler-Skulptur auf dem Dachgiebel.

## Ausstellung
Das Museum wurde 1957 offiziell eröffnet und beherbergt seitdem eine Dauerausstellung, die über die Forschungsreisen Nikolai Prschewalskis informiert. Die Sammlung des Prschewalski-Museum umfasst zahlreiche Originalexponate von Prschewalskis Forschungsreisen. Ein Schwerpunkt in der Ausstellung des Museums sind große Landkarten, auf denen die Reisen Prschewalskis eingezeichnet und erläutert sind. Zu den Ausstellungsstücken gehören unter anderem ein ausgestopftes Pferd, das Prschewalski gehört haben soll, eine Armillarsphäre, eine 3D-Karte der Region und zahlreiche Original-Schriftstücke des Forschungsreisenden, die dieser während seiner Reisen angefertigt hat.